# 보니 타일러
보니 타일러(영어: Bonnie Tyler, MBE, 1951년 6월 8일 ~ )는 웨일스의 가수로 금발에 허스키한 목소리가 특징이다. 1979년과 2012년 공연차 대한민국을 방문한 바 있다. 대표곡으로 〈It's a Heartache〉, 〈Total Eclipse of the Heart〉, 〈Holding Out for a Hero〉 등이 있다.

## 서훈
- 2022년 대영 제국 훈장 5등급(MBE)[2]